# 胖子多米诺
小安东尼·“胖子”·多米诺（英語：Antoine "Fats" Domino Jr.，1928年2月26日—2017年10月24日）是一位美国节奏布鲁斯和摇滚钢琴家及创作歌手。多米诺在1955年前发行了五张金唱片（销售百万的唱片）。他有35首进入美国排行榜前40位的热门曲目。他的音乐风格是基于传统的节奏布鲁斯，使用低音提琴、钢琴、电吉他、架子鼓和萨克斯风。1986年，胖子多米诺进入摇滚名人堂，是第一批入选的10位艺人之一。

## 生平

### 家庭和早期事业
多米诺出生于路易斯安那州新奥尔良的一个法裔克里奥尔人家庭，母语为路易斯安那克里奥尔法语。多米诺出生时由他的接生婆祖母接生。像下九卫地区的大多数家庭一样，多米诺的家庭刚从路易斯安那瓦切里搬来。多米诺的父亲是一位知名的小提琴手，而他也受影响开始演奏音乐。他最终从师舅舅——爵士吉他手哈里森·福伦特（Harrison Verrett）。
1947年夏天，一位名叫比利·戴蒙德（Billy Diamond）的新奥尔良乐队队长受邀去一个在后院举行的烧烤派对上听一位年轻的钢琴师弹奏。他对多米诺的弹奏印象深刻，便让多米诺在他的乐队中弹钢琴。他为多米诺取了昵称“胖子”（Fats）是因为多米诺使他想起了著名的钢琴师胖子華勒和胖子皮重（Fats Pichon）。

### 帝国唱片时期（1949年-1962年）

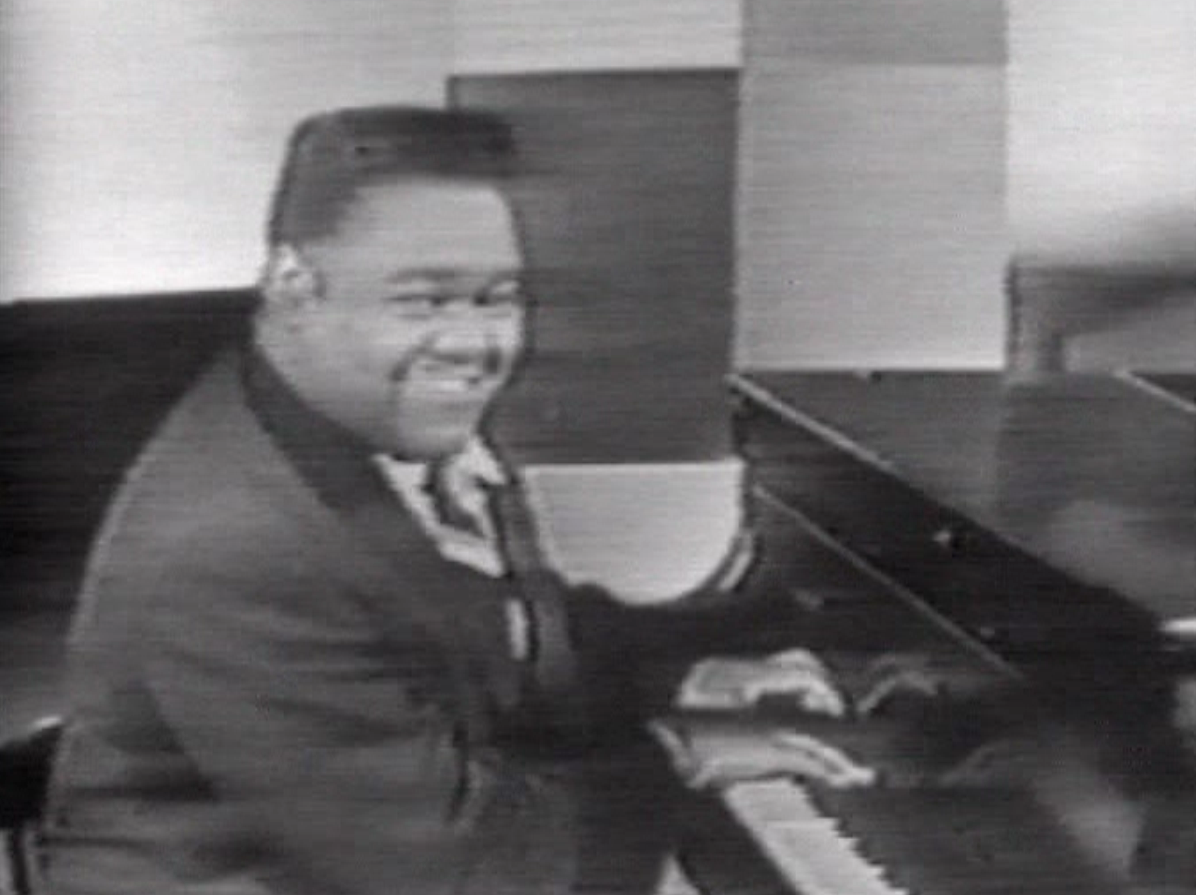
1956年，胖子多米诺在艾德·沙利文秀上演唱《Blueberry Hill》。

1950年，多米诺以在帝国唱片录制的歌曲引起了全国的关注。该曲是一首早期摇滚（rock and roll）歌曲，到1953年时已售出一百万张。胖子多米诺与制作人及合作者戴夫·巴索洛米、萨克斯风乐手赫尔伯特·哈德斯蒂、阿尔文·泰勒和鼓手厄尔·帕尔默、冒烟约翰逊一起发行了一系列热销歌曲。多米诺最终以（1955）进入流行乐主流。这首歌打入了排行榜前十位，尽管帕特·波尼更温和的翻唱版登顶了第一，在种族隔离地区的电台上被广泛播放。
多米诺的第一张专辑于1955年11月在帝国唱片旗下发行，接着在1956年改名为重新发行。这张专辑中包含了他之前的一些热门歌曲以及还没有发行单曲的歌曲，重新发行的版本在“公告牌二百强专辑榜”的流行专辑榜上排名第17位。
他在1956年演唱的版本在前40榜单上达到第二位，在节奏布鲁斯榜单上达到第一位，并保持了11周。这首歌成为了他最热门的歌曲，在1956至57年间在全球售出了超过五百万张。于1940年由文森特·罗斯（Vincent Rose）、阿尔·李维斯和拉里·斯托克（Al Lewis & Larry Stock）创作，有许多艺人演唱过它，包括吉恩·奥特里和路易斯·阿姆斯特朗等，但多米诺的版本最为知名。
多米诺在两部1956年发行的电影中出场：和《春风得意》。

## 影响
多米诺对1960和1970年代的音乐有重要影响，被那两个时代的一些顶尖艺人所承认。约翰·列侬和保罗·麦卡特尼都录制过他的歌曲。披头士乐队的歌曲据麦卡特尼说是模仿多米诺的风格而写的，结合了汉弗里·利特尔顿1956年的爵士歌曲。多米诺随后翻唱了披头士的，凭借这首歌于1968年重返了“告示牌百强榜”，这也是他最后一次入榜。列侬学会演奏的第一首歌是多米诺的，他日后在自己1975年的专辑中翻唱了该曲以致敬多米诺对他的影响。2007年，一些音乐人聚在一起录制了一张只包含多米诺歌曲的致敬专辑，献声的艺人有保罗·麦卡特尼、威利·尼尔森、尼爾·楊和埃尔顿·约翰。
多米诺于1986年入选摇滚名人堂，并于1987年获得格莱美终身成就奖。1998年，克林顿总统授予他国家艺术奖章。2004年，《滚石》杂志在其“史上最伟大的100位艺人”榜单上把多米诺列为第25位。截至多米诺的音乐生涯结束时，他比除猫王之外的其他经典摇滚艺人都有更多的打榜摇滚歌曲。
多米诺在歌曲中强调弱拍的节奏影响了斯卡曲風
。